# Tijana Malešević
Tijana Malešević (serbs. Тијана Малешевић) (ur. 18 marca 1991 w Užicach) – serbska siatkarka, reprezentantka kraju, grająca na pozycji przyjmującej. W sierpniu 2020 roku ogłosiła zakończenie kariery siatkarskiej.

## Sukcesy klubowe
Mistrzostwo Serbii:
- 2006, 2007

Superpuchar Szwajcarii:
- 2010, 2011

Puchar Szwajcarii:
- 2011, 2012

Mistrzostwo Szwajcarii:
- 2011, 2012

Puchar Czech:
- 2014

Mistrzostwo Czech:
- 2014

Mistrzostwo Brazylii:
- 2017

Liga Mistrzyń:
- 2018

## Sukcesy reprezentacyjne
Mistrzostwa Europy Kadetek:
- 2007

Mistrzostwa juniorek krajów bałkańskich:
- 2007

Liga Europejska:
- 2009, 2011
- 2012

Grand Prix:
- 2011, 2013, 2017

Mistrzostwa Europy:
- 2011, 2017
- 2015

Igrzyska Europejskie:
- 2015

Puchar Świata:
- 2015

Igrzyska Olimpijskie:
- 2016

Mistrzostwa Świata:
- 2018